# Park Ha-sun
Park Ha-sun (Seúl; 22 de octubre de 1987) es una actriz surcoreana.

## Biografía
Tiene un hermano menor, el cual falleció de un ataque al corazón en noviembre del 2019.
En 2014 comenzó a salir con el actor Ryu Soo-young, con quien se casó el 22 de enero de 2017 en una ceremonia privada en el Mayfield Hotel en Seúl. La pareja realizó su luna de miel en Okinawa, Japón. El 2 de agosto de 2017 tuvieron una hija.

## Carrera
Debutó en 2005 con la serie el amor necesita un milagro y alcanzó la fama con su interpretación de la Reina Inhyeon en el drama histórico de MBC Dong Yi (2010). seguida por el personaje de una maestra en la popular sitcom High Kick: Revenge of the Short Legged que se transmitió entre 2011-2012. Desde entonces, ha participado en películas como Last Blossom (2011), Champ (2011), y Tone-deaf Clinic (2012).
El 5 de julio del 2019 se unió al elenco principal de la serie Love Affairs in the Afternoon donde dio vida a Son Ji-eun, hasta el 24 de agosto del mismo año. La serie es el remake de la serie japonesa "Hirugao: Love Affairs in the Afternoon".
El 2 de noviembre del 2020 se unirá al elenco principal de la serie Birthcare Center (también conocida como "Postpartum Care Center") donde interpretará a Jo Eun-jung, es la abeja reina del centro de atención posparto. Es el mejor ejemplo de una madre perfecta y es considerada como la modelo a seguir de las otras madres.
Ese mismo año se unirá al elenco de la serie The First Child donde dará vida a Lee Jung-ah.
El 21 de noviembre de 2020 se unió al elenco principal de la serie The In-Laws (también conocida como "No, Thank You") donde da vida a Min Sa-rin, hasta ahora
En septiembre de 2021 se unirá al elenco principal de la serie The Veil (también conocida como "Black Sun") donde dará vida a Seo Soo-yeon, la jefa del equipo 4 del Centro de Información Criminal que es excelente en el desempeño de sus funciones y en la resolución de casos.

## Filmografía

### Series de televisión
| Año       | Título en inglés (Hangul)                                                                                                   | Rol                                    | Red           | Notas              |
| --------- | --- | -------------------------------------- | ------------- | ------------------ |
| 2005      | Love Needs a Miracle (사랑의 기적 필요해)                                                                                   | Song Yoon-ju                           | SBS           |                    |
| 2006      | Just Run! (일단뛰어) | Min-jeong                              | KBS2          |                    |
| 2007      | Capital Scandal (경성 스캔들)                                                                                               | So Yeong-rang                          | KBS2          |                    |
| 2007      | The King and I (왕과나) | Princesa Consorte Munseong             | SBS           |                    |
| 2008      | Formidable Rivals (강적들 )                                                                                                 | Seo Eun-young                          | KBS2          |                    |
| 2008      | Hometown Legends - "Curse of the Sajin Sword" (전설의 고향 - "사진검의 저주")                                               | Hyang-yi                               | KBS2          |                    |
| 2009      | Romance Zero (하자 전담반 제로)                                                                                             | Nam Hyeon-jeong                        | MBC Dramanet  |                    |
| 2009      | The Accidental Couple (그저 바라보다가)                                                                                     | Choi Soo-yeon                          | KBS2          |                    |
| 2009      | Can't Stop Now (멈춤수 없어)                                                                                                | Lee Joo-ah                             | MBC           |                    |
| 2010      | Dong Yi (동이) | Reina Inhyeon                          | MBC           |                    |
| 2010      | 고종의 꿈, 대한제국 | Narradora                              | MBC Life      | (documental)       |
| 2011      | High Kick: Revenge of the Short Legged (하이킥 짧은다리의 역습)                                                             | Park Ha-sun                            | MBC           |                    |
| 2013      | Ad Genius Lee Tae-baek (광고천재 이태백)                                                                                    | Baek Ji-yoon                           | KBS2          |                    |
| 2013      | Two Weeks (투윅스) | Seo In-hye                             | MBC           |                    |
| 2013      | Potato Star 2013QR3 (감자별 2013QR3)                                                                                        | Presidenta del club de fan de Jang Yul | tvN           | (cameo, ep. #30)   |
| 2013      | Drama Festival - "Lee Sang That Lee Sang" (드라마 페스티벌 - "이상 그 이상")                                                | Kyung-hye                              | MBC           |                    |
| 2014      | Three Days (쓰리데이즈) | Yoon Bo-won                            | SBS           |                    |
| 2014      | Temptation (유혹) | Na Hong-joo                            | SBS           |                    |
| 2016      | Drinking Solo (혼술남녀) | Park Ha-na                             | tvN           |                    |
| 2020      | Birthcare Center (산후조리원)                                                                                               | Jo Eun-jung                            | tvN           |                    |
| 2020-2021 | The In-Laws (No, Thank You) (며느라기)                                                                                      | Min Sa-rin                             | Daum Kakao TV |                    |
| 2021      | Drama Stage - "The Road to Obstetrics and Gynecology" (The Road to the Hospital) (드라마 스테이지 2021 - 산부인과로 가는길) |                                        | tvN           | [ 14 ]             |
| 2021      | Monthly Magazine Home |                                        |               | aparición especial |
| 2021      | The Veil | Seo Soo-yeon                           | MBC           | [ 16 ]             |
| 2021      | Möbius: The Veil | Seo Soo-yeon                           |               | [ 17 ]             |
| 2023      | Llámalo amor |                                        | Disney+       |                    |
| 2025      | The Scandal of Chunhwa |                                        | TVING         | Aparición especial |

### Cine
| Año  | Hangul                     | Título en inglés                              | Rol           |
| ---- | -------------------------- | --------------------------------------------- | ------------- |
| 2006 | 아파트                     | APT                                           | Jung-hong     |
| 2007 | 어머니는 죽지 않는다       | Mom Never Dies                                | Ji-hye        |
| 2008 | 바보                       | BA:BO                                         | Ji-in         |
| 2010 | 주문진                     | Jumunjin                                      | So-hee        |
| 2010 | 영도다리                   | I Came from Busan                             | In-hwa        |
| 2011 | 세상에서 가장아름다운 이별 | The Last Blossom (The Most Beautiful Goodbye) | Jung Yeon-soo |
| 2011 | 챔프                       | Champ                                         | Yoon-hee      |
| 2012 | 음치 클리닉                | Tone-deaf Clinic (Love Clinique)              | Dong-joo      |
| 2017 | 청년경찰                   | Midnight Runners                              | Joo-hee       |
| 2020 | 첫 아이                    | The First Child                               | Lee Jung-ah   |
| 2021 | 고백                       | Go Back                                       | Park Oh-soon  |

### Espectáculo de variedades
| Año  | Hangul        | Título en inglés                            | Red     | Notas    | Episodio |
| ---- | ------------- | ------------------------------------------- | ------- | -------- | -------- |
| 2019 |               | Mafia Game In Prison                        |         | invitada |          |
| 2016 | 립스틱 프린스 | Lipstick Prince                             | OnStyle | invitada | (ep. 1)  |
| 2015 | 진짜 사나이   | Real Men: Female Soldier Special - Season 2 | MBC     | elenco   |          |

### Presentadora
| Año  | Evento                                   | Notas                                              |
| ---- | ---------------------------------------- | -------------------------------------------------- |
| 2020 | 2020 Mnet Asian Music Awards (2020 MAMA) | presentadora de categoría - junto a Yang Kyung-won |

### Teatro
| Año  | Hangul | Título en inglés | Papel  |
| ---- | ------ | ---------------- | ------ |
| 2010 | 낮잠   | Una Siesta       | Yi-sol |

## Discografía
| Año  | Pista           | Artista                                           | Álbum           |
| ---- | --------------- | ------------------------------------------------- | --------------- |
| 2009 | 남자...버림받다 | Cerulean Blue (feat. la narración de Park Ha-sun) | 남자...버림받다 |
| 2012 | Park Ha-sun     | 박하선의 야옹쌤 - 하이킥 고양이 울음소리          |                 |

## Premios y nominaciones
| Año  | Premio                                              | Categoría                                                          | Nominación                             | Resultado |
| ---- | --------------------------------------------------- | ------------------------------------------------------------------ | -------------------------------------- | --------- |
| 2010 | MBC Drama Awards                                    | Mejor Actriz Revelación                                            | Dong Yi                                | Ganadora  |
| 2011 | MBC Entertainment Awards                            | Premio a la excelencia, Actriz de Comedia                          | High Kick: Revenge of the Short Legged | Ganadora  |
| 2011 | Ministerio de la Igualdad de Género y de la Familia | Premio del ministro                                                | [NA]: {{{1}}}                          | Ganadora  |
| 2012 | Baeksang Arts Awards                                | Mejor Intérprete Femenina de danza en un Espectáculo de variedades | High Kick: Revenge of the Short Legged | Ganadora  |
| 2013 | MBC Drama Awards                                    | Premio a la excelencia, Actriz en una Miniserie                    | Dos Semanas                            | Nominada  |
| 2014 | SBS Drama Awards                                    | Premio a la alta Excelencia, Actriz en una Miniserie               | Tres Días                              | Nominada  |
| 2021 | 57th Baeksang Arts Awards                           | Best Supporting Actress                                            | Birthcare Center                       | Nominada  |
| 2021 | SBS Entertainment Award                             | Rookie Award (Radio)                                               | Park Ha Sun’s Cine-Town                | Ganó      |
| 2021 | 2021 MBC Drama Award                                | Top Excellence Award, Actress in a Miniseries                      | The Veil                               | Nominada  |
| 2021 | 2021 MBC Drama Award                                | Best Couple Award (junto a Jung Moon-sung)                         | Moebius: The Veil                      | Nominados |